# Stagione di college football 1904
La Stagione di college football 1904 fu la trentaseiesima stagione di college football negli Stati Uniti.
La stagione riporta l'esordio di 44 scuole statunitensi, tra cui anche Texas State ed un ulteriore lieve incremento delle gare giocate che tocca quota 480.

## Eventi principali
Pennsylvania, dopo aver battuto faticosamente Penn State 6-4 il 28 settembre, mise in fila dieci vittorie senza concedere nemmeno un punto agli avversari, sul suo cammino immacolato caddero Columbia, Harvard e Lafayette. I Quakers chiusero una stagione lusinghiera con la vittoria per 34-0 il 24 novembre contro Cornell, venendo nominati retroattivamente campioni nazionali da Houlgate, Helms, National Championship Foundation e Parke H. Davis.
Nella Western Conference, le due migliori squadre del periodo, Michigan e Minnesota, non scesero in campo in uno scontro diretto, e grazie a due percorsi netti (rispettivamente 10-0 e 13-0) condivisero la vittoria finale, e vennero entrambe nominate retroattivamente campioni nazionali. Altre due squadre conclusero imbattute e senza pareggi: Auburn (6-0) e Vanderbilt (9-0) che conquistò il titolo SIAA.

## Conference e vincitori
| Conference                                    | Scuola                       | Conf. V-S-P | Totale V-S-P |
| --------------------------------------------- | ---------------------------- | ----------- | ------------ |
| Colorado Football Association                 | Colorado School of Mines     | 3 - 0 - 1   | 5 - 0 - 1    |
| Maine Intercollegiate Athletic Association    | Bowdoin                      | 3 - 0       | 5 - 4        |
| Michigan Intercollegiate Athletic Association | Albion                       | 5 - 0       | 7 - 0 - 1    |
| Southern Intercollegiate Athletic Association | Vanderbilt                   | 5 - 0       | 9 - 0        |
| Western Conference                            | Michigan                     | 2 - 0       | 10 - 0       |
| Western Conference                            | Minnesota                    | 3 - 0       | 13 - 0       |
| Ohio Athletic Conference                      | Case Institute of Technology | 4 - 1       | 8 - 2        |

## Campioni nazionali
| 1904 | Michigan  | 10–0 | Fielding H. Yost | NCF              |
| 1904 | Minnesota | 13–0 | Henry Williams   | BR               |
| 1904 | Penn      | 12–0 | Carl S. Williams | HAF, HS, NCF, PD |

## College esordienti
- Texas State Bobcats football